# Anton Zeilinger
Anton Zeilinger (* 20. května 1945 Ried im Innkreis, Rakousko) je rakouský fyzik a profesor na Vídeňské univerzitě. Zabývá se především kvantovou fyzikou. Je také známý díky práci v oblasti kvantové teorie informace, fyzikálně-teoretických základů kvantových výpočtů. V roce 2010 získal Wolfovu cenu za fyziku. V současnosti působí jako předseda Rakouské akademie věd.
V roce 2005, u příležitosti jeho 60. narozenin, byl jeho jménem pojmenován asteroid (48681) Zeilinger.
V roce 2022 získal společně s francouzským fyzikem Alainem Aspectem A americkým fyzikem Johnem F. Clauserem Nobelovu cenu za experimenty s provázanými fotony v oblasti kvantové mechaniky.
Kvantové provázání (také kvantové propletení) je stav, kdy na sebe dvě částice vzájemně působí tak, že mezi nimi vznikne určité pouto. Albert Einstein tento jev nazval „strašidelnou akcí na dálku“.
Jak uvedla komise pro fyziku Švédské královské akademie věd ve zprávě, v níž udělení ceny pro trojici fyziků zdůvodňuje, Aspect, Clauser a Zeilinger provedli přelomové experimenty s využitím provázaných kvantových stavů. Jejich výsledky uvolnily cestu pro nové technologie založené na kvantových informacích.